# Neoeuxesta
Neoeuxesta är ett släkte av tvåvingar. Neoeuxesta ingår i familjen fläckflugor.
Kladogram enligt Catalogue of Life:
| Neoeuxesta | \| \| Neoeuxesta fumicosta \| \| \| \| \| \| Neoeuxesta guamana \| \| \| \| |
|            | \| \| Neoeuxesta fumicosta \| \| \| \| \| \| Neoeuxesta guamana \| \| \| \| |
|            | Neoeuxesta fumicosta                                                        |
|            |                                                                             |
|            | Neoeuxesta guamana                                                          |
|            |                                                                             |